# 1990: los guerreros del Bronx
1990: los guerreros del Bronx (en italiano: 1990: I guerrieri del Bronx) es una película italiana de acción y ciencia ficción dirigida por Enzo G. Castellari.

## Trama
Ann es la heredera de 17 años del gigante de la fabricación de armas, la Manhattan Corporation. Incapaz de afrontar su culpa por heredar una empresa moralmente cuestionable cuando cumple 18 años, huye al páramo sin ley de El Bronx de Nueva York. Según la publicidad de la película: "En el año 1990 el Bronx es declarado oficialmente Tierra de Nadie. Las autoridades abandonan todos los intentos de restaurar la ley y el orden. A partir de entonces la zona es gobernada por los Riders".
Atacada por una banda de patinadores llamada The Zombies, Ann es salvada por miembros de The Riders, y tomada bajo la protección de su líder, Trash. La Manhattan Corporation contrata a un mercenario despiadado y psicópata llamado Hammer, que pone a las diversas bandas del Bronx en contra de las demás para asegurarse de que Ann sea devuelta.

## Reparto
- Stefania Girolami como Anne
- Mark Gregory como Trash
- Vic Morrow como Hammer
- Christopher Connelly como Hot Dog
- Fred Williamson como El Ogro
- Elisabetta Dessy como la Bruja
- Rocco Lero como Paul
- George Eastman como Golem
- Carla Brait como la Líder de los Hombres de Hierro
- John Loffredo como Ice
- Ennio Girolami como Ted Fisher
- Enzo G. Castellari como el Vicepresidente

## Producción
La idea de la película fue concebida por primera vez por el productor Fabrizio De Angelis cuando perdió una parada de metro de su hotel de Manhattan y terminó en un barrio peligroso del Bronx. De Angelis declaró que imaginaba la idea de una ciudad futurista donde los jóvenes matones lucharían por su hogar.
1990: Los Guerreros del Bronx fue una de las tres películas de ciencia ficción que Enzo G Castellari hizo con el productor Fabrizio De Angelis. Estas películas toman la influencia de Mad Max 2 (1981), The Warriors (1979), y Escape from New York (1981). Castellari cambió algunas de las ideas de la trama de De Angelis durante el rodaje, incluyendo la incorporación de bandas más extrañas como la de patinaje sobre ruedas. Al hablar de 1990: Los guerreros del Bronx, Los Nuevos Bárbaros y Escape del Bronx, Castellari afirmó que las tres películas fueron escritas, preparadas y filmadas en seis meses.
La normativa italiana exigía que el 50% de una película se rodara en Italia. Para resolver esta situación, la película se rodó en el Bronx con interiores rodados en Roma.

## Recepción
En una reseña contemporánea, Kim Newman escribió en el Monthly Film Bulletin que la película contiene las "virtudes y vicios usuales de los rip-off italianos" señalando que era predominantemente derivada de Escape from New York y The Warriors, así como tomando elementos más pequeños de The Exterminator, Class of 1984 y Mad Max 2. Newman declaró que "Castellari roba ágilmente todos los elementos estilísticos que Carpenter y Hill robaron de los Westerns de Leone en primer lugar". La reseña elogió la "atractiva fotografía de Panavision" y que la edición hace "lo mejor para ocultar el hecho de que las batallas y búsquedas épicas cubren un área extremadamente limitada del Bronx". En su libro Ciencia Ficción, Phil Hardy también declaró que la película era un derivado de Escape from New York y The Warriors. La reseña la describió como "plagada de narrativa no secuenciada, ya que carece de imaginación cinematográfica o de impulso". Variety se refirió a la película como una "tonta película de acción italiana" que estaba "mal escrita" y "carece de atmósfera". Variety elogió a Fred Williamson, afirmando que "es el mejor en el reparto, manejándose sin problemas en escenas de lucha que deben más a los desarrolladores italianos de "Espada y Sandalia" que a las violentas epopeyas recientes".
AllMovie describió la película como "uno de los ejemplos más exitosos del género de películas de acción post-apocalípticas que se hizo popular a principios de los años 80" y que "probablemente fue demasiado tonta y exagerada para un público general, pero es probable que complazca a los fans de la explotación en busca de emociones baratas". La crítica elogió la cinematografía de Sergio Salvati y la partitura orientada a la música rock de Walter Rizzati. La crítica señaló que estos elementos no compensaban los "excesos más tontos" de las películas como la banda de patinaje y que los protagonistas de Stefania Girolami y Marco di Gregorio eran protagonistas insípidos.
Existe un sitio web de fans de esta película, además de la secuela de 1983 "Escape del Bronx". El creador Lance Manley es el tema de un documental de 13 minutos sobre el lanzamiento en Blu-ray en 2015 de 'Escape del Bronx'. Titulado "La caza de la basura" detalla su búsqueda de Mark Gregory, la estrella de ambas películas que no se ha visto en décadas.